# Eurodryas asiatica
Eurodryas asiatica är en fjärilsart som beskrevs av Alphéraky 1882. Eurodryas asiatica ingår i släktet Eurodryas och familjen praktfjärilar. Inga underarter finns listade i Catalogue of Life.